# Ladislav Vrabel
Ladislav Vrabel (* 12. července 1977 Český Krumlov) je aktivista české dezinformační scény.

## Život
Narodil se v Českém Krumlově roku 1977, matka od roku 1985 žila v Německu. Vystudoval obchodní akademii.

### Podnikání
V roce 1996 začal podnikat v gastronomii. Postupně provozoval několik restaurací. Po škole otevřel v Krumlově zahradní divadelní kavárnu, později v Českých Budějovicích čajovnu a také hudební bar Olymp. V roce 2005 koupil pizzerii U Žáby v Českých Budějovicích, kterou prodal společnosti Fresh Pizzerie, v níž figuroval jako zmocněnec. V roce 2009 společnost dostala výpověď z nájmu v městském domě, Vrabel se soudil s městem o neplatnost výpovědi a také o předzahrádku.

#### Exekuce pro nesplácení dluhů a nákup zlata
Server Seznam Zprávy jej v červnu 2023 zařadil na seznamu osob, které vydělávají pomocí šíření strachu a manipulací. V té době proti němu bylo vedeno celkem 23 exekučních řízení.
Vrabel si od příznivců nechal poslat více než milion korun na účet své srbské ženy, aby mu je nezabavil insolvenční správce. Z těchto peněz mj. nakoupil několik slitků zlata v hodnotě 170 tisíc korun a soud v roce 2023 rozhodl, že zlato bude možné využít k úhradě části Vrabelem nesplácených dluhů. Dle soudu bylo na fakturách za zlato jméno Vrabela, stejně tak i v poznámce u části plateb z účtu jeho manželky. V případě posledního slitku byla v poznámce kromě jména Vrabel uvedeno i slovo „demonstrace“.

#### Nelegální kemp
V roce 2018 v jižních Čechách u Větřní nelegálně provozoval kemp pro vodáky.

### Aktivismus
Založil webový projekt ceske-budejovice.cz, kde publikoval různé skandály z komunální politiky.
V době migrační krize (kolem roku 2015) začal brojit proti islámu, uprchlíkům, přidal se k dezinformátorům a postupně rozšiřoval své dezinformační portfolio, zaměřil se hlavně na covid-19.
Založil spolek Česká republika na 1. místě!, zastávající proruské postoje a brojící proti pomoci ukrajinským uprchlíkům. Vyjadřoval se na sociálních sítích a spolupořádal veřejná shromáždění a protivládní demonstrace. Největší demonstrace se uskutečnila začátkem září 2022 na Václavském náměstí, kde promluvil k 70 tisícům lidí. Řečníci tam protestovali proti stávajícímu demokratickému zřízení, volali po vystoupení Česka z NATO, z Evropské unie a vyjadřovali sympatie k Rusku. Vrabel byl první z radikálních aktivistů, kdo tehdy dokázal část společnosti, která se izoluje od zbytku společnosti a podléhá konspiračním teoriím, uchopit a dostat ji ve velkém do ulic.
Další demonstrace s menší účastí byla 28. září téhož roku. Na 17. listopad 2022 Vrabel zorganizoval pochod k České televizi z Opletalovy ulice a demonstraci „za umožnění vystoupení ve vysílání ČT“. Televize reagovala na Twitteru s tím, že „projevy na přání vysílat nemůže“.
Vrabel se dostal do sporů o peníze z otevřeného účtu iniciativy Česko na prvním místě s dalším organizátorem a správcem tohoto konta Jiřím Havlem. Založil tedy jiný účet, na který jeho podporovatelé posílali finanční příspěvky. K 10. listopadu 2022 zbytek těchto peněz, které byly psané na jeho srbskou manželku, zabavil insolvenční správce, u kterého byl Vrabel v dobrovolném osobním bankrotu. Do roku 2021 čelil 27 exekucím, mnohé z nich však nesplácel i dvacet let. Dlužit měl Dopravnímu podniku města České Budějovice, státu, firmám i soukromým osobám cca 3 000 000 Kč. Insolvenci neplatil už jeden a půl roku (k listopadu 2022). Vrabel přesto vyzýval své fanoušky, aby peníze posílali dál. Zveřejnil také na svém facebookovém profilu telefonní číslo svého insolvenčního správce. Vrabelova manželka část příspěvků posílala na účty majitele dezinformační televize TV Raptor.

#### Trestní stíhání
V dubnu 2023 mu uložil soud za trestný čin šíření poplašné zprávy nepravomocný čtyřměsíční podmíněný trest s odkladem na půl roku (Vrabel tvrdil, že Fialova vláda chystá jaderný útok na Rusko). Vrabelův podmíněný trest byl v červnu 2023 zrušen rozhodnutím Městského soudu v Praze, který věc vrátil k projednání Obvodnímu soudu pro Prahu 1.
V říjnu 2023 zahájila policie proti Ladislavu Vrábelovi trestní stíhání pro dotační podvod v souvislosti s covidovými podporami pro firmy.

### Politické angažmá
V komunálních volbách v roce 2010 kandidoval do českobudějovického zastupitelstva jako bezpartijní za Stranu zelených na posledním místě v rámci koaliční kandidátky Otevřená společnost a Zelení. V parlamentních volbách v roce 2021 kandidoval jako lídr uskupení Otevřeme Česko normálnímu životu v Jihočeském kraji.
Na začátku října 2023 oznámil, že se chystá založit nové politické hnutí a začal pro jeho založení sbírat potřebné podpisy. K 1. listopadu 2023 bylo na Ministerstvu vnitra ČR registrováno pod názvem Plán Česká republika na 1. místě! Ve volbách do Evropského parlamentu v červnu 2024 byl z pozice člena hnutí lídrem kandidátky uskupení „Česká republika na 1. místě! (ČR1)“. Hnutí však získalo pouze 0,23 % hlasů a zvolen tak nebyl.
V roce 2025 navázal spolupráci s Miroslavem Sládkem. Ve volbách do Poslanecké sněmovny PČR v roce 2025 je lídrem hnutí Česká republika na 1. místě! ve Středočeském kraji.

### Osobní život
K roku 2011 byl zasnoubený a měl 14letého syna. Věnoval se volejbalu, zajímal se o buddhismus. K listopadu 2022 byl ženatý s Bojanou Vurdelijovou.